# La Dhuys (métro de Paris)
La Dhuys est une station de la ligne 11 du métro de Paris, à la limite des communes de Montreuil et Rosny-sous-Bois. Il s'agit de la 312e station du métro de Paris.

## Situation
La station se situe à la limite de Montreuil et Rosny-sous-Bois, à proximité de la cité Boissière et du quartier de la Boissière, sous un terrain actuellement occupé par des espaces bâtis privés, entre le boulevard de la Boissière, à Montreuil, et la rue de la Dhuys, à Rosny-sous-Bois. Elle est orientée approximativement selon un axe nord-sud et s'intercale entre les stations Montreuil - Hôpital et Coteaux Beauclair.

## Histoire

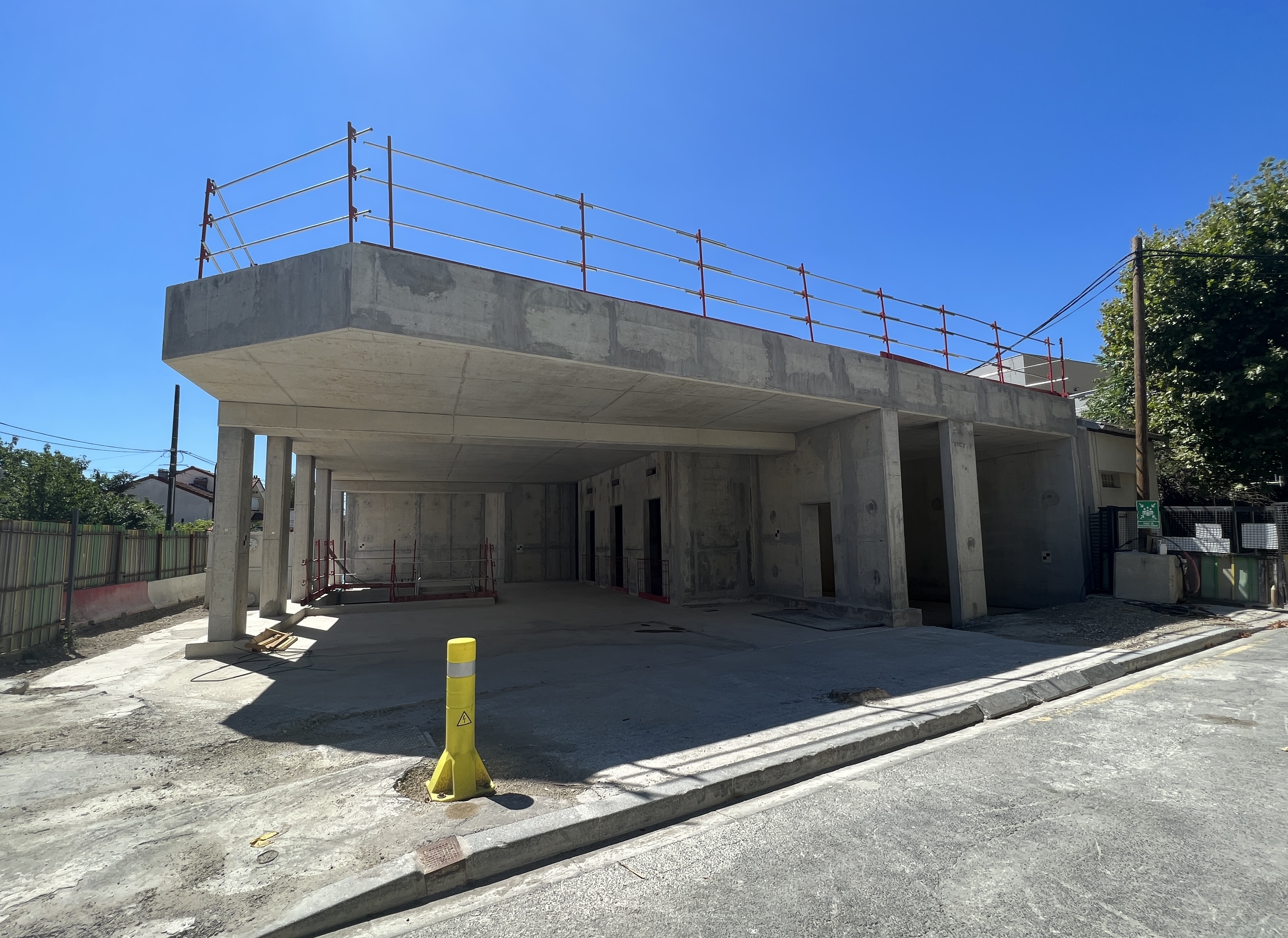
Bâtiment de l'accès secondaire en chantier, en juillet 2022.

Elle doit son nom à la proximité de la rue de la Dhuys à Noisy-le-Sec, elle-même portant le nom d'une rivière de l'Aisne, la Dhuis, dont l'eau est captée pour alimenter Paris via l'aqueduc de la Dhuis. Son nom de projet initial était La Boissière.
La RATP construit un immeuble de 19 logements sociaux (ainsi que des commerces et locaux TPE) en superstructure de la sortie Dhuys, via sa filiale Logis-Transports sur ce terrain vendu par l'Établissement public foncier d'Île-de-France,.
Cette station devait être originellement réalisée à ciel ouvert. À la suite des observations durant l'enquête publique afin de préserver l'ensemble pavillonnaire voisin, les travaux sur la station La Dhuys sont finalement réalisés en souterrain depuis un puits d'accès circulaire. Ce puits d'accès, situé au pied de la cité Boissière sur la commune de Rosny-sous-Bois, servira de puits de lancement du tunnelier en phase chantier (entrée et montage du tunnelier, évacuation des déblais du tunnel).
Après une phase de travaux préparatoires, les travaux de génie civil de la station démarrent en novembre 2016.

## Services des voyageurs

### Accès
La station dispose de trois accès : 
- l'accès no 1 « rue Lucien Piron » est situé à Rosny-sous-Bois à l'angle de la rue de la Dhuys et de la ruelle Boissière, à la limite avec Noisy-le-Sec.
- l'accès no 2 « rue de la Dhuys » situé lui aussi à Rosny-sous-Bois le long de la rue de la Dhuys se compose d'un unique ascenseur ;
- l'accès no 3 « boulevard de la Boissière » se trouve à Montreuil sur le boulevard de la Boissière. Il s'insère dans le plan de valorisation des Hauts de Montreuil, objet d'un projet d'envergure dans lequel est prévue la ZAC Boissière-Acacia[8].

Accès à la station
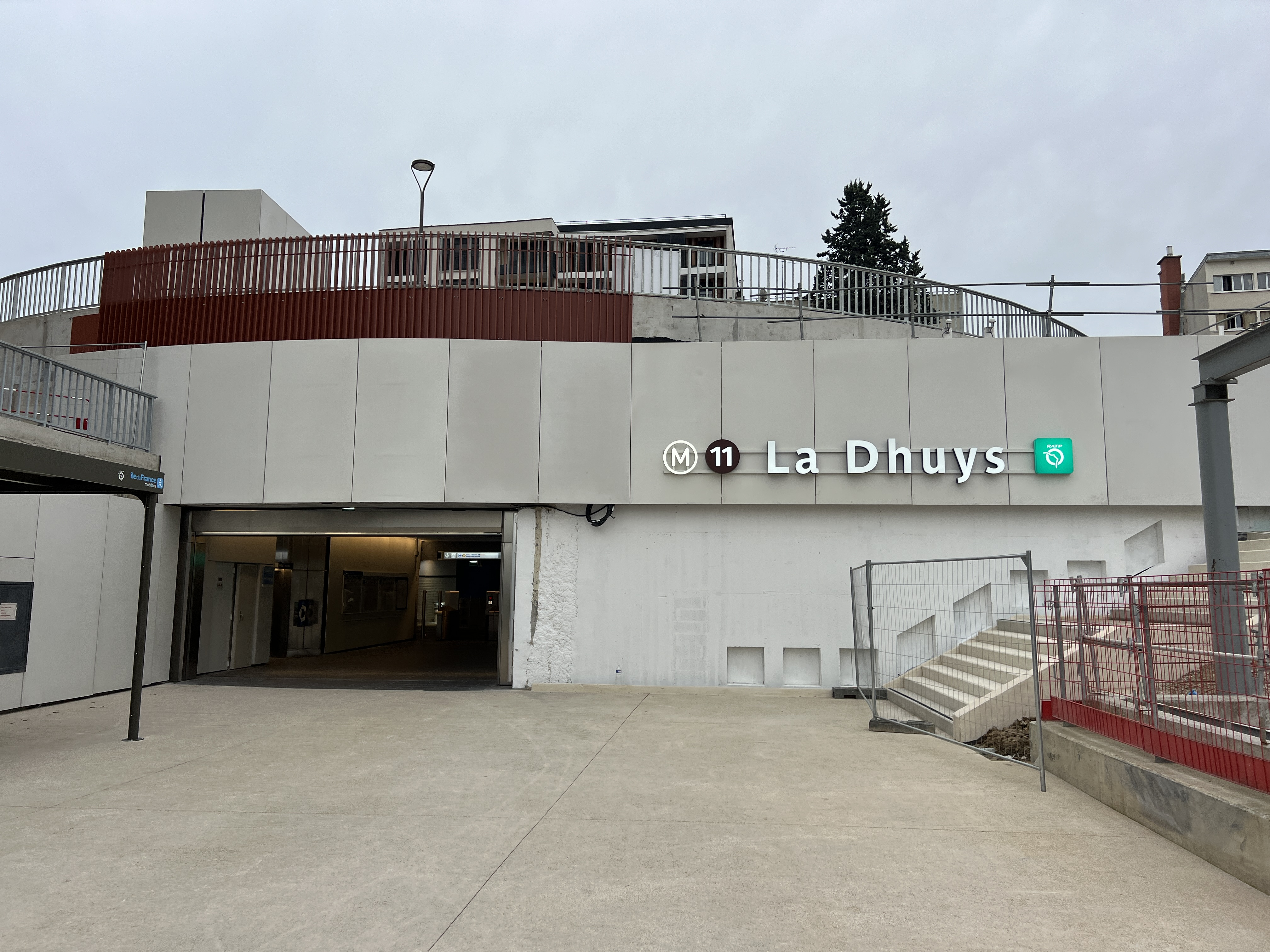
L'accès no 1 « Rue Lucien Piron ».
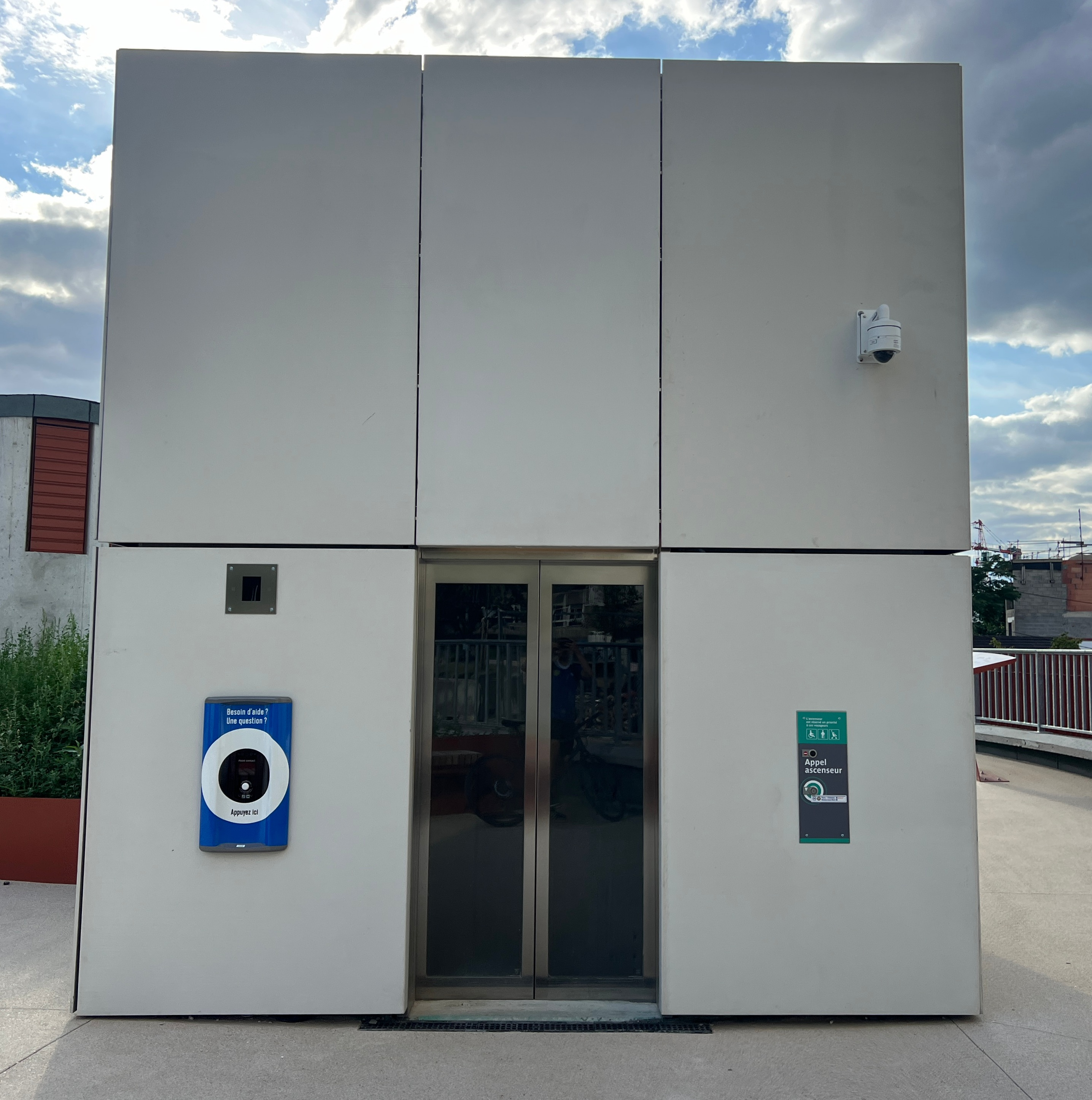
L'accès no 2 « Rue de la Dhuys ».
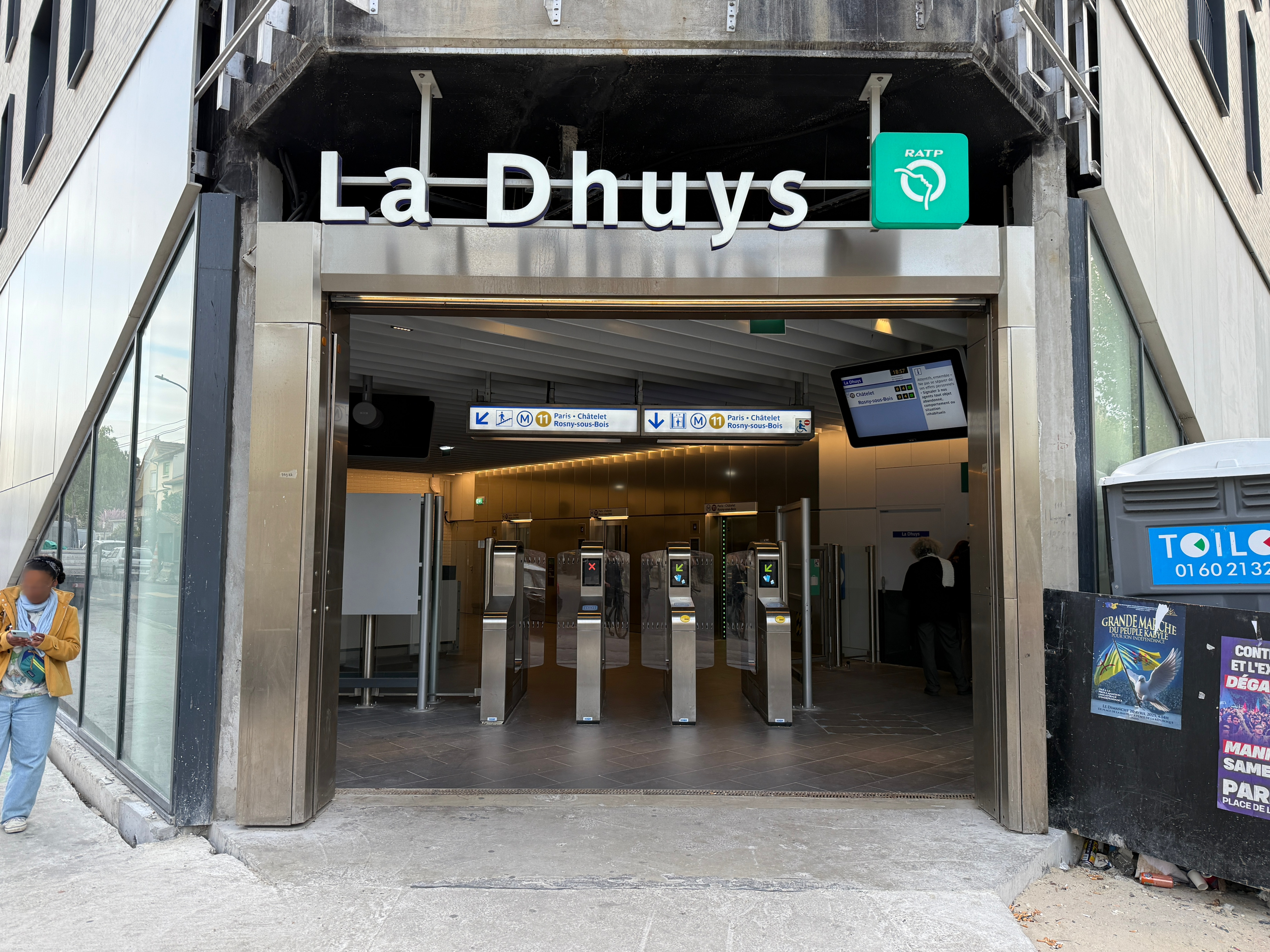
L'accès no 3 « Boulevard de la Boissière ».

.

### Quais
La Dhuys est une station de configuration standard : elle possède deux quais séparés par les voies du métro.

### Intermodalité
La station est desservie par les lignes 102, 116, 124, 202 et 301 du réseau de bus RATP et la ligne 1 du réseau de bus Titus.

## À proximité
La station dessert le nord de la commune de Montreuil et le quartier de la Boissière de Rosny-sous-Bois, dont le golf de Rosny-sous-Bois.